# Stadion Perica Pero Pavlović
Stadion Perica Pero Pavlović – stadion w bośniackiej wsi Gabela o pojemności 5000 widzów. Swoje mecze rozgrywa na nim NK GOŠK Gabela. Został oddany do użytku w 1959 roku.
Do 6 lutego 2017 roku nosił nazwę stadion Podavala. Został nazwany na cześć dawnego prezesa klubu NK GOŠK Gabela, który zmarł w grudniu 2016 roku.